# Титан (спутник)
Тита́н (др.-греч. Τιτάν) — крупнейший спутник Сатурна, второй по величине спутник в Солнечной системе после спутника Юпитера Ганимеда, которому уступает по диаметру всего на 116 км. Является единственным, кроме Земли, телом в Солнечной системе, для которого доказано стабильное существование жидкости на поверхности, и единственным спутником планеты, обладающим плотной атмосферой.
Титан стал первым известным спутником Сатурна — в 1655 году его обнаружил голландский астроном Христиан Гюйгенс.

## Общее описание

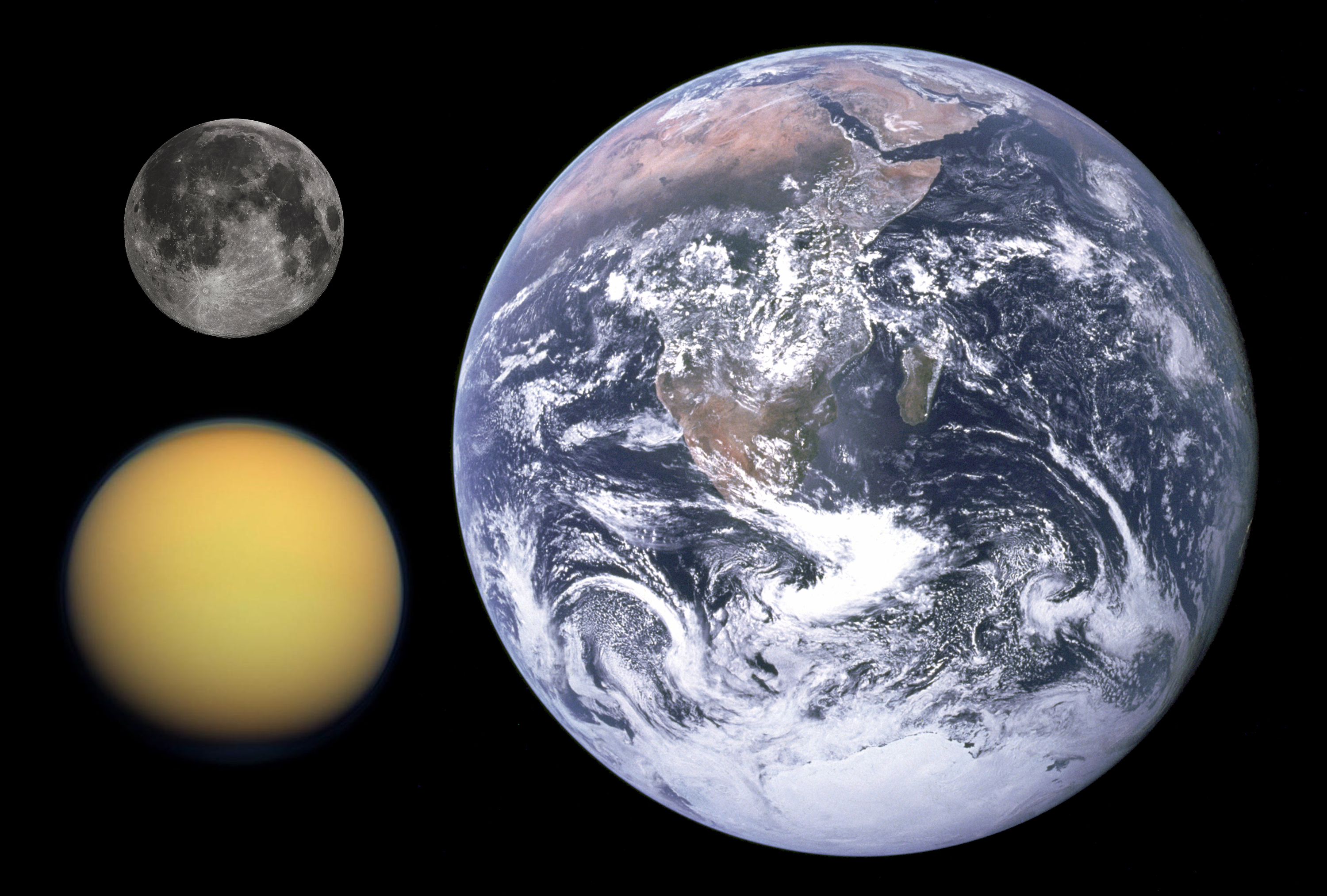
Сравнение размеров Титана, Луны и Земли

Диаметр Титана — 5152 км, это в 1,48 раза больше, чем у Луны, при этом Титан на 80 % превосходит спутник Земли по массе. Титан также превосходит размерами планету Меркурий, хотя на 60% уступает ему по массе. Сила тяжести на нём составляет приблизительно одну седьмую таковой на Земле. Масса Титана составляет 95 % массы всех лун Сатурна.
Поверхность Титана в основном состоит из водяного льда и осадочных органических веществ. Она геологически молодая и, в основном, ровная, за исключением небольшого количества горных образований и кратеров, а также нескольких криовулканов. Плотная атмосфера, окружающая Титан, не позволяла увидеть поверхность спутника долгое время — вплоть до прибытия аппарата «Кассини-Гюйгенс» в 2004 году.
Атмосфера преимущественно состоит из азота; также имеется небольшое количество метана и этана, которые образуют местный океан и облака, являющиеся источником жидких и, возможно, твёрдых осадков. На поверхности имеются метан-этановые озёра и реки. Давление у поверхности примерно в 1,5 раза превышает давление земной атмосферы. Температура у поверхности — минус 170—180 °C.
Несмотря на низкую температуру, Титан сопоставляется с Землёй на ранних стадиях развития, и нельзя исключать, что на спутнике возможно существование простейших форм жизни; в частности, в подземных водоёмах, где условия могут быть гораздо комфортнее, чем на поверхности.

## История открытия и названия

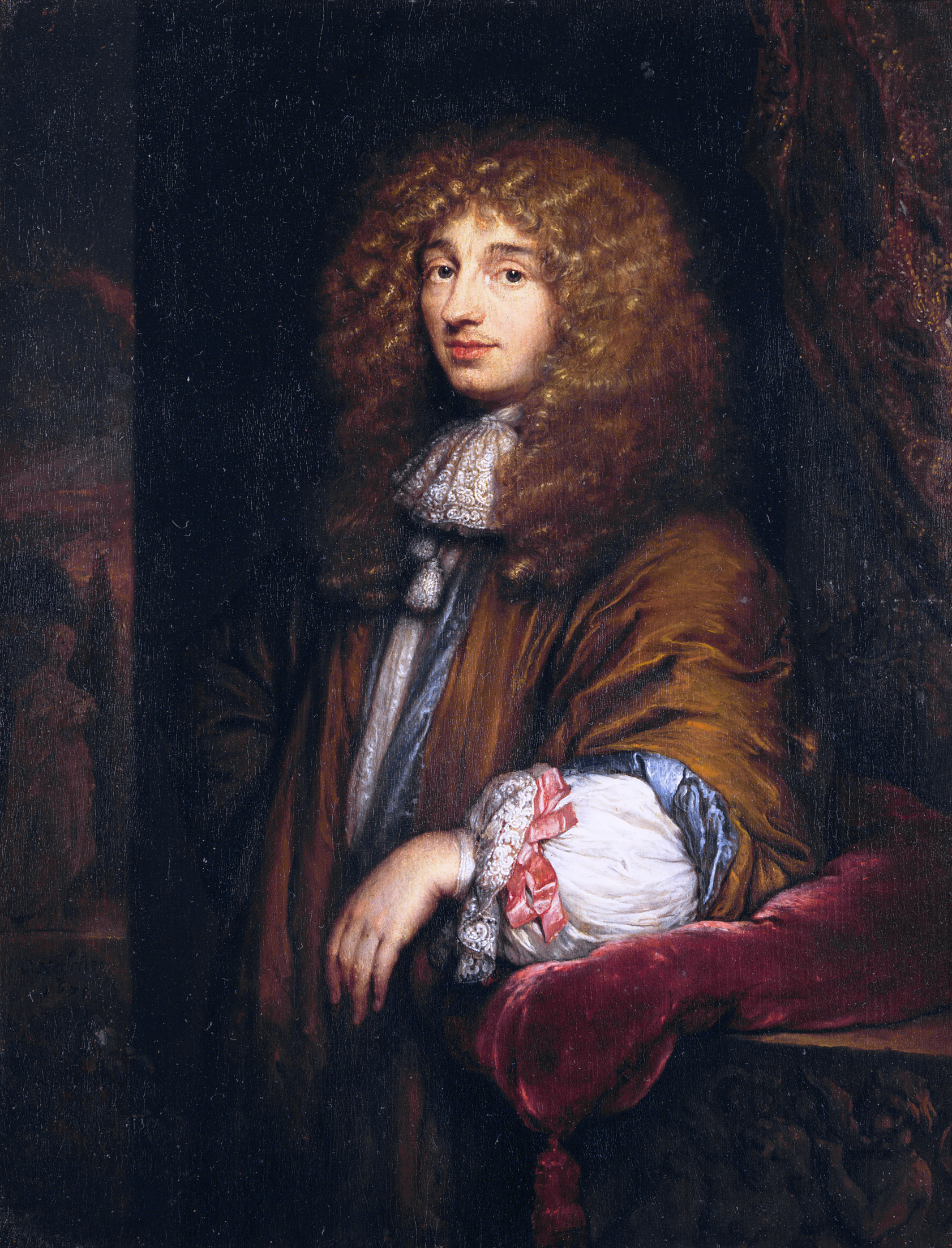
Христиан Гюйгенс обнаружил Титан в 1655 году

Титан был открыт 25 марта 1655 года голландским физиком, математиком и астрономом Христианом Гюйгенсом. Вдохновлённый примером Галилея, Гюйгенс вместе со своим братом Константином создал телескоп, имевший апертуру 57 мм и кратность увеличения более 50 раз.
С помощью этого телескопа Гюйгенс наблюдал за планетами солнечной системы — Марсом, Венерой, Юпитером и Сатурном. У последнего учёный заметил яркое тело, которое совершало полный оборот вокруг планеты за 16 дней. После четырёх оборотов, в июне 1655 года, когда кольца Сатурна имели низкий наклон относительно Земли и не мешали наблюдению, Гюйгенс окончательно удостоверился, что обнаружил спутник Сатурна. Гюйгенс зашифровал своё открытие в виде анаграммы admovere oculis distantia sidera nostris, vvvvvvvcccrrhnbqx, содержащей строчку из поэмы Овидия «Фасты», эту анаграмму Гюйгенс отправил в письме Джону Валлису от 13 июня 1655 года. Расшифровку анаграммы Гюйгенс дал в письме Валлису от 13 марта 1656 года: лат. Saturno luna sua circumducitur diebus sexdecim horis quatuor (Спутник обращается вокруг Сатурна за 16 дней и 4 часа). С момента изобретения телескопа это был второй случай открытия спутника, через 45 лет после обнаружения Галилеем четырёх крупнейших спутников Юпитера.
В течение более двух столетий спутник оставался фактически безымянным, Гюйгенс называл новое небесное тело просто Saturni Luna («Сатурнова луна» по-латыни). Некоторые астрономы называли его «Гюйгенсовым спутником» или просто «Huyghenian». После открытия Джованни Кассини ещё четырёх спутников Сатурна астрономы стали называть Титан Сатурном IV, так как он находился в четвёртой позиции от планеты. После 1789 года подобная методика присвоения названий была упразднена в связи с открытием новых спутников, часть из которых располагалась на более близких орбитах к планете, чем уже известные.
Имя «Титан» стало использоваться после публикации в 1847 статьи Джона Гершеля (сына Вильяма Гершеля, открывшего Мимас и Энцелад) «Результаты астрономических наблюдений, сделанных на мысе Доброй Надежды». В этой статье астроном предложил назвать известные тогда семь спутников Сатурна именами сестёр и братьев Кроноса (греческого аналога римского бога Сатурна).

## Орбита и вращение

Орбиты крупных спутников Сатурна. За пределами выделенной красным орбиты Титана — Гиперион и Япет, внутри — Рея, Диона, Тефия и Энцелад. Орбита Мимаса не указана

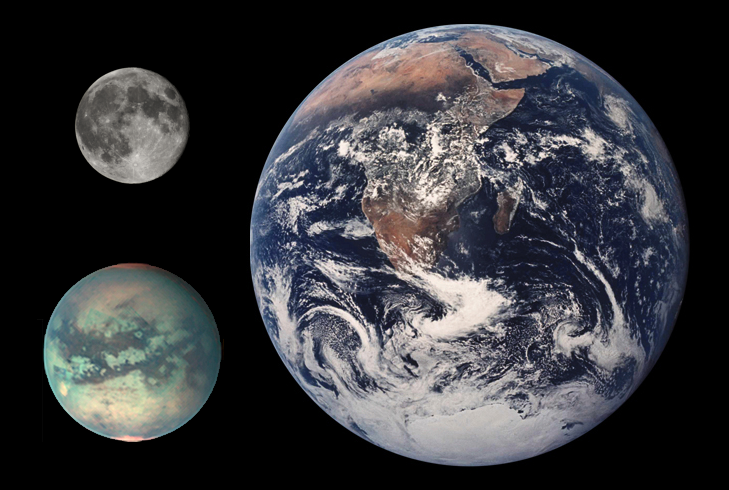
Сравнение размеров Земли, Титана (слева внизу) и Луны

Радиус орбиты Титана составляет 1 221 870 км (20,3 радиуса Сатурна). Таким образом, Титан находится вне колец Сатурна, крайнее из которых (Е) находится примерно в 750 000 км. Орбиты двух ближайших спутников проходят в 242 000 км дальше от Сатурна (Гиперион) и в 695 000 км ближе к планете (Рея). Орбиты Титана и Гипериона образуют орбитальный резонанс 3:4. Титан делает четыре оборота вокруг Сатурна, в то время как Гиперион только три.
Полный оборот вокруг планеты Титан производит за 15 дней, 22 часа и 41 минуту со средней скоростью 5,57 км/с. Орбита спутника имеет эксцентриситет, равный 0,0288. Плоскость орбиты отклонена от экватора Сатурна и плоскости колец на 0,348°.
Как Луна и многие другие спутники планет в Солнечной системе, Титан имеет синхронное вращение относительно планеты, ставшее результатом приливного захвата. То есть периоды вращения вокруг своей оси и обращения вокруг Сатурна совпадают, и спутник повёрнут к планете всегда одной и той же стороной. От меридиана, проходящего через центр этой стороны, ведётся отсчёт долготы.

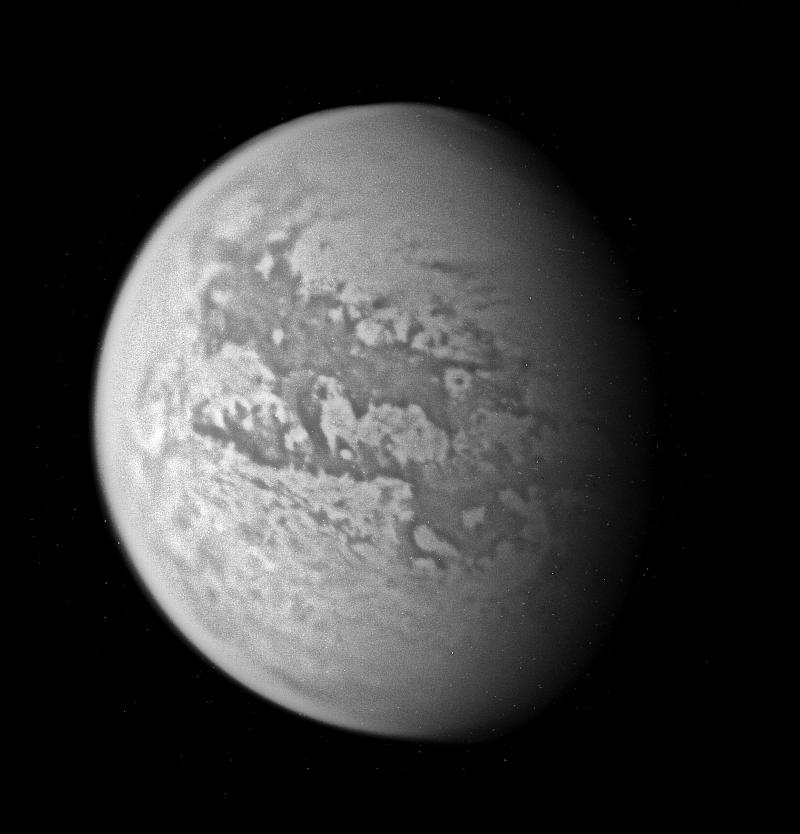
Изображение Титана, составленное из 4 инфракрасных фотографий, сделанных «Кассини»

Наклон оси вращения Сатурна составляет 26,73°, что обеспечивает смену времён года на планете и её спутниках в южных и северных полушариях. Каждый сезон длится примерно 7,5 земных лет, поскольку Сатурн делает полный оборот вокруг Солнца примерно за 30 лет. Ось вращения Титана, перпендикулярная плоскости его орбиты, почти сонаправлена оси вращения Сатурна. Последнее лето в южном полушарии Титана закончилось в августе 2009 года.
Центр масс Сатурна и Титана находится на удалении всего 30 км от центра Сатурна вследствие его превосходства по массе в 4227 раз, поэтому влияние спутника на движение планеты ничтожно мало.

## Размеры и масса
Титан имеет диаметр 5152 км и является вторым по размеру спутником в Солнечной системе, после спутника Юпитера Ганимеда.
Длительное время астрономы считали, что диаметр Титана составляет 5550 км, следовательно, Титан больше Ганимеда, но исследование, проведённое аппаратом «Вояджер-1», показало наличие плотной и непрозрачной атмосферы, которая мешала точно определить размер объекта.
Диаметр Титана, а также его плотность и масса схожи с таковыми спутников Юпитера — Ганимедом и Каллисто. Титан примерно на 50 % больше Луны (по радиусу), в 3,24 раза по объёму и на 80 % превосходит её по массе. Также Титан превосходит размерами планету Меркурий, хотя и уступает ей по массе. Ускорение свободного падения составляет 1,352 м/с², это означает, что сила тяжести составляет примерно седьмую часть земной (9,81 м/с²), и уступает таковой на Луне (1,62 м/с²).
Средняя плотность Титана составляет 1,88 г/см³, что является самой высокой плотностью среди спутников Сатурна. На долю Титана приходится более 95 % массы всех спутников Сатурна.
До сих пор окончательно не решён вопрос о том, сформировался ли Титан из пылевого облака, общего с Сатурном, или сформировался отдельно и впоследствии был захвачен гравитацией планеты. Последняя теория позволяет объяснить такое неравномерное распределение массы среди спутников.
Титан является достаточно крупным небесным телом для поддержания высокой температуры внутреннего ядра, что делает его геологически активным.

## Атмосфера и климат

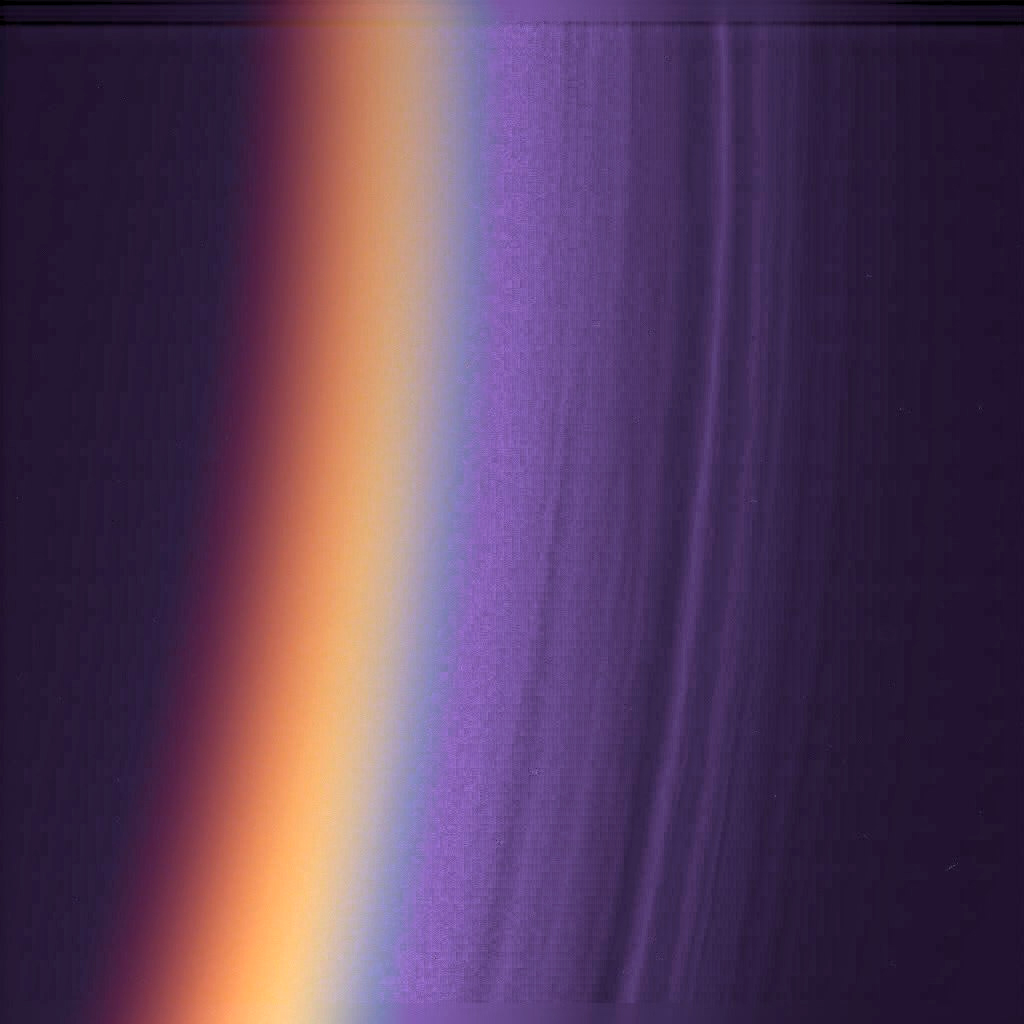
Слоистое строение атмосферы. «Кассини», 2004 год. Изображение раскрашено в естественные цвета

При сопоставимых размерах с Меркурием и Ганимедом, Титан обладает обширной атмосферой, толщиной более 400 км. По современным оценкам атмосфера Титана состоит на 95 % из азота и 4 % метана, атмосферное давление у поверхности в 1,5 раза больше чем у Земли. Наличие метана в атмосфере приводит к процессам фотолиза в верхних слоях и образованию нескольких слоёв углеводородного «смога», из-за чего Титан является единственным спутником в Солнечной системе, поверхность которого невозможно наблюдать в оптическом диапазоне.

### Происхождение атмосферы

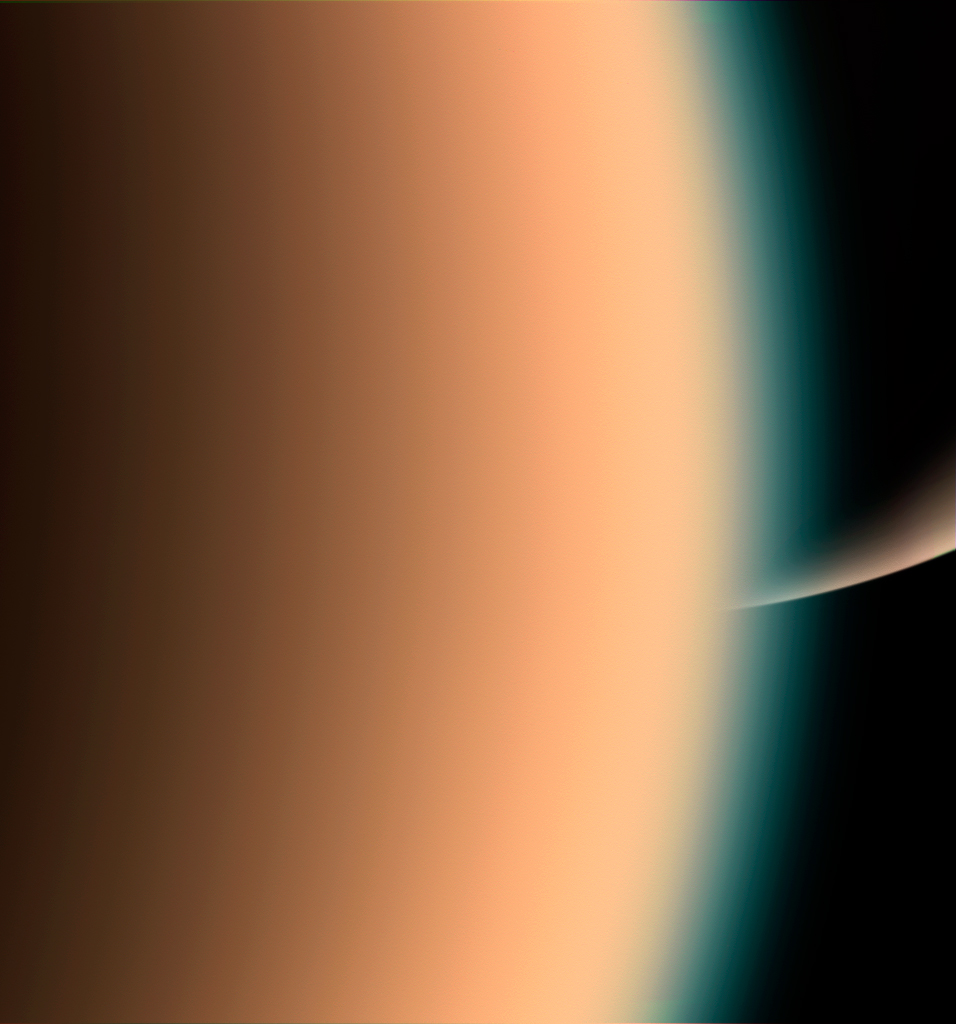
Верхние слои атмосферы Титана и южный полюс Сатурна. «Кассини», 2005 год

Не существует единого мнения о происхождении атмосферы Титана. Есть несколько различных версий, но к каждой из них имеются серьёзные контраргументы.
Так, по одной теории, атмосфера Титана изначально состояла из аммиака (NH3), затем началась дегазация спутника под действием ультрафиолетового солнечного излучения с длиной волны в основном ниже 260 нм; это привело к тому, что аммиак стал разлагаться на атомарные азот и водород, которые соединялись в молекулы азота (N2) и водорода (H2). Более тяжёлый азот опускался вниз к поверхности, а более лёгкий водород улетучивался в космическое пространство, так как низкая гравитация Титана не способна удержать и привести к накоплению этого газа в атмосфере. Однако, критики подобной теории замечают, что для подобного процесса необходимо, чтобы Титан формировался при относительно высокой температуре, при которой могло бы произойти разделение составляющих спутник веществ на каменистую сердцевину и замёрзший ледяной верхний слой. Однако наблюдения зонда «Кассини» указывают, что вещество Титана не столь чётко подразделяется на слои.
Согласно другой теории, азот мог сохраниться со времён формирования Титана, однако в этом случае в атмосфере должно также присутствовать и много изотопа аргона-36, который тоже входил в состав газов в протопланетном диске, из которого образовались планеты и спутники Солнечной системы. Однако наблюдения показали, что в атмосфере Титана очень мало этого изотопа.
В журнале Nature Geoscience 8 мая 2011 года была опубликована ещё одна теория, в которой предполагается, что атмосфера Титана образовалась благодаря интенсивной кометной бомбардировке около четырёх миллиардов лет назад. По мнению авторов идеи, азот образовывался из аммиака при соударении комет с поверхностью Титана; такая «авария» происходит на огромной скорости, и в месте удара резко повышается температура, а также создаётся очень большое давление. При таких условиях вполне возможно прохождение химической реакции. Для проверки своей теории авторы при помощи лазерных пушек обстреливали мишень из замороженного аммиака снарядами из золота, платины и меди. Этот опыт показал, что при ударе действительно происходит разложение аммиака на водород и азот. Учёными было подсчитано, что в ходе интенсивной кометной бомбардировки Титана должно было образоваться около 300 квадриллионов тонн азота, чего, по их словам, вполне достаточно для формирования атмосферы Титана.
Современные оценки потерь атмосферы Титана по сравнению с её первоначальными характеристиками производятся на основании анализа соотношения изотопов азота15N к14N. По данным наблюдениям установлено, что это соотношение в 4—4,5 раза выше, чем на Земле. Следовательно, изначальная масса атмосферы Титана была примерно в 30 раз больше настоящей, так как из-за более слабой гравитации лёгкий изотоп азота14N должен теряться быстрее под воздействием нагрева и ионизации излучением, а15N накапливаться.

### Структура

Сравнение атмосфер Земли и Титана

Граница атмосферы Титана находится примерно в 10 раз выше, чем на Земле. Граница тропосферы располагается на высоте 35 км. До высоты 50 км простирается обширная тропопауза, где температура остаётся практически постоянной, а затем температура начинает расти. Минимальная температура около поверхности составляет −180 °C, при увеличении высоты температура постепенно повышается и на расстоянии 500 км от поверхности достигает −121 °C. Ионосфера Титана имеет более сложную структуру, чем земная, её основная часть располагается на высоте 1200 км. Неожиданностью стало существование на Титане второго, нижнего слоя ионосферы, лежащего между 40 и 140 км (максимум электропроводности на высоте 60 км).

### Газовый состав атмосферы

Образование толинов — сложных органических молекул с большой молекулярной массой в верхней атмосфере Титана, на высоте ~1000 км

Единственными телами в Солнечной системе с плотной атмосферой, состоящей в основном из азота, являются Земля и Титан (разрежёнными азотными атмосферами обладают также Тритон и Плутон). Атмосфера Титана состоит из азота на 98,4 % и примерно на 1,6 % из аргона и метана, которые преобладают в основном в верхних слоях атмосферы, где их концентрация достигает 43 %. Имеются также следы этана, диацетилена, метилацетилена, цианоацетилена, ацетилена, пропана, углекислого газа, угарного газа, циана, гелия.
Практически отсутствует свободный кислород.
Так как Титан не обладает существенным магнитным полем, то его атмосфера, особенно верхние слои, сильно подвержена воздействию солнечного ветра. Кроме того, она также подвержена действию космического излучения и солнечному облучению, под воздействием которых, в частности, ультрафиолета, молекулы азота и метана разлагаются на ионы или углеводородные радикалы. Эти фрагменты, в свою очередь, образуют сложные органические соединения азота или соединения углерода, в том числе ароматические соединения (например, бензол). Также в верхних слоях атмосферы образуется полиин — полимер с сопряжённой тройной связью.
Органические соединения, включающие в себя атомы азота, придают поверхности Титана и атмосфере оранжевый цвет (в частности, таков цвет неба, если смотреть с поверхности). Под воздействием Солнца весь метан был бы преобразован за 50 млн лет (очень небольшой срок по сравнению с возрастом Солнечной системы), однако этого не происходит. Это означает, что запасы метана в атмосфере постоянно пополняются. Одним из возможных источников метана может быть вулканическая активность.

### Циркуляция атмосферных масс
Ветер у поверхности Титана обычно довольно слабый и составляет примерно 0,3 м/с, на небольших высотах, согласно данным посадочного аппарата «Гюйгенс», направление ветра менялось. На высотах более 10 км в атмосфере Титана постоянно дуют довольно сильные ветры. Их направление совпадает с направлением вращения спутника, а скорость растёт с высотой с нескольких метров в секунду на высоте 10—30 км до 30 м/с на высоте 50—60 км, что приводит к образованию дифференциального вращения. На высотах более 120 км имеет место сильная турбулентность — её признаки были замечены ещё в 1980—1981 годах, когда через систему Сатурна пролетали космические аппараты «Вояджер». Однако неожиданностью стало то, что на высоте около 80 км в атмосфере Титана зарегистрирован штиль — сюда не проникают ни ветры, дующие ниже 60 км, ни турбулентные движения, наблюдаемые вдвое выше. Причины такого странного замирания движений пока не удаётся объяснить.
Тем не менее, на Титане, как и на Земле, время от времени образуются штормы. Нагрев поверхности солнечными лучами создаёт восходящие потоки в атмосфере, вызывая мощную конвекцию, перемещение влаги и конденсацию облаков.
В отличие от Земли на Титане мощные облака намного сильнее смещаются по широте, по мере смены сезонов, тогда как на Земле они сдвигаются к северу или югу незначительно.
На основе данных, собранных при спуске аппарата «Гюйгенс» о скорости ветров на разных высотах, была создана модель движения атмосферных масс на Титане. По полученным результатам атмосфера Титана представляет собой одну гигантскую ячейку Хадли. Тёплые массы воздуха поднимаются в южном полушарии в летний период и переносятся к северному полюсу, где остывают и уже на более низких высотах возвращаются в южное полушарие. Примерно каждые 14,5 лет происходит смена направления циркуляции.
Модель конвекционных процессов: в атмосфере спутника имеются два основных — действие так называемых волн Кельвина (возникают как следствие неустойчивости Кельвина — Гельмгольца между слоями среды) и глобальных косых течений из северного полушария в южное.

### Климат

Строение атмосферы Титана

Как и на Земле, на Титане есть смена времён года, выражающаяся, в частности, в изменении количества осадков и наполнения метановых озёр. По мере продвижения Сатурна и его спутников вокруг Солнца времена года на Титане постепенно сменяют друг друга.
Температура у поверхности Титана составляет в среднем −180 °C. Из-за плотной и непрозрачной атмосферы разница температуры между полюсами и экватором составляет всего 3 градуса. Такие низкие температуры и высокое давление противодействуют таянию водяного льда, вследствие чего в атмосфере практически нет воды.
В высоких слоях атмосферы содержится много метана; он должен был бы приводить к возникновению парникового эффекта и, как следствие, повышению температуры на спутнике. Однако оранжевый туман, состоящий из органических молекул, распространённый повсеместно в нижних слоях атмосферы, хорошо поглощает солнечное излучение и пропускает инфракрасное от поверхности, что приводит к антипарниковому эффекту и охлаждает поверхность примерно на 10 градусов.

#### Облачность и осадки

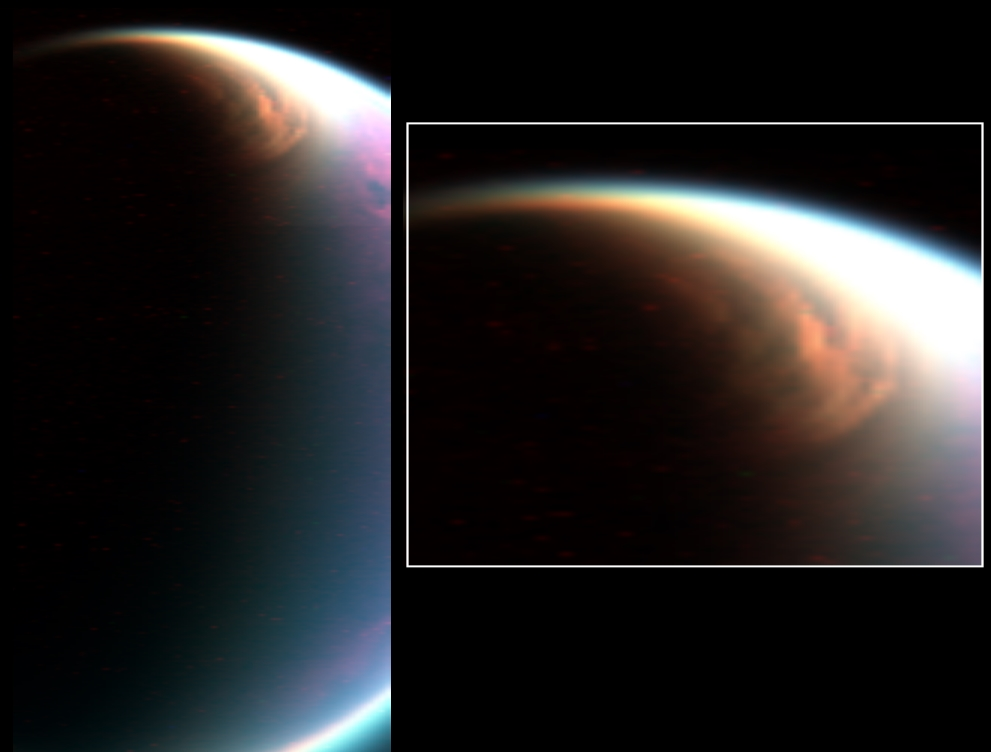
Атмосферный вихрь над северным полюсом. «Кассини», 2006 год

Метан конденсируется в облака на высоте нескольких десятков километров. Согласно данным, полученным «Гюйгенсом», относительная влажность метана повышается с 45 % у поверхности до 100 % на высоте 8 км (при этом общее количество метана, наоборот, уменьшается). На высоте 8—16 км простирается очень разреженный слой облаков, состоящих из смеси жидкого метана с азотом, покрывающий половину поверхности спутника. Слабая изморось постоянно выпадает из этих облаков на поверхность, компенсируемая испарением.
В сентябре 2006 года «Кассини» зафиксировал огромное облако на высоте 40 км над северным полюсом Титана. Хотя известно, что метан образует облака, но в данном случае это образование состояло скорее всего из этана, так как размер зафиксированных частиц составлял всего 1—3 мкм, и именно этан способен конденсироваться на этой высоте. В декабре «Кассини» снова обнаружил облачный покров над полюсом, в составе были найдены метан, этан и ещё одно органическое соединение. Облако достигало в диаметре 2400 км и наблюдалось также в следующий пролёт аппарата через месяц. Учёные предполагают, что в это время на полюсе спутника шёл метано-этановый дождь или снег (если температура достаточно низкая); нисходящие потоки в северных широтах достаточно сильны, чтобы вызвать выпадение осадков.
Также облака были зафиксированы в южном полушарии. Обычно они покрывают не более 1 % поверхности, хотя это значение порой достигает 8 %. Такие различия в площади облачного покрова полушарий объясняются тем, что в южном полушарии в момент наблюдения было лето, и там происходил интенсивный нагрев атмосферных масс, возникали восходящие потоки и, как следствие, конвекция. В таких условиях этан не способен образовать постоянный облачный покров, хотя этановая влажность достигает 100 %. С сентября по октябрь 2010 года учёные анализировали фотографии «Кассини» и пришли к выводу о том, что на экваторе спутника также идут дожди; свидетельством этому является характерная изрезанность, проявляющаяся благодаря речным потокам.
Наблюдения показывают, что высота и постоянство облачности зависит от широты. Так, в высоких широтах (от 60° и выше) полушария в зимний период распространены постоянные облака, сформировавшиеся выше уровня тропосферы. В более низких широтах облака находятся на высоте 15—18 км, являются небольшими по размеру и носят непостоянный характер. В полушарии с летним периодом облака формируются в основном в районе 40° широты и обычно недолговечны.
Наземные наблюдения также показывают сезонные изменения в облачном покрове. Так, за один 30-летний оборот вокруг Солнца вместе с Сатурном на Титане в каждом полушарии в течение 25 лет формируются облака, а затем в течение 4—5 лет исчезают, перед тем как возникнуть вновь.

## Поверхность

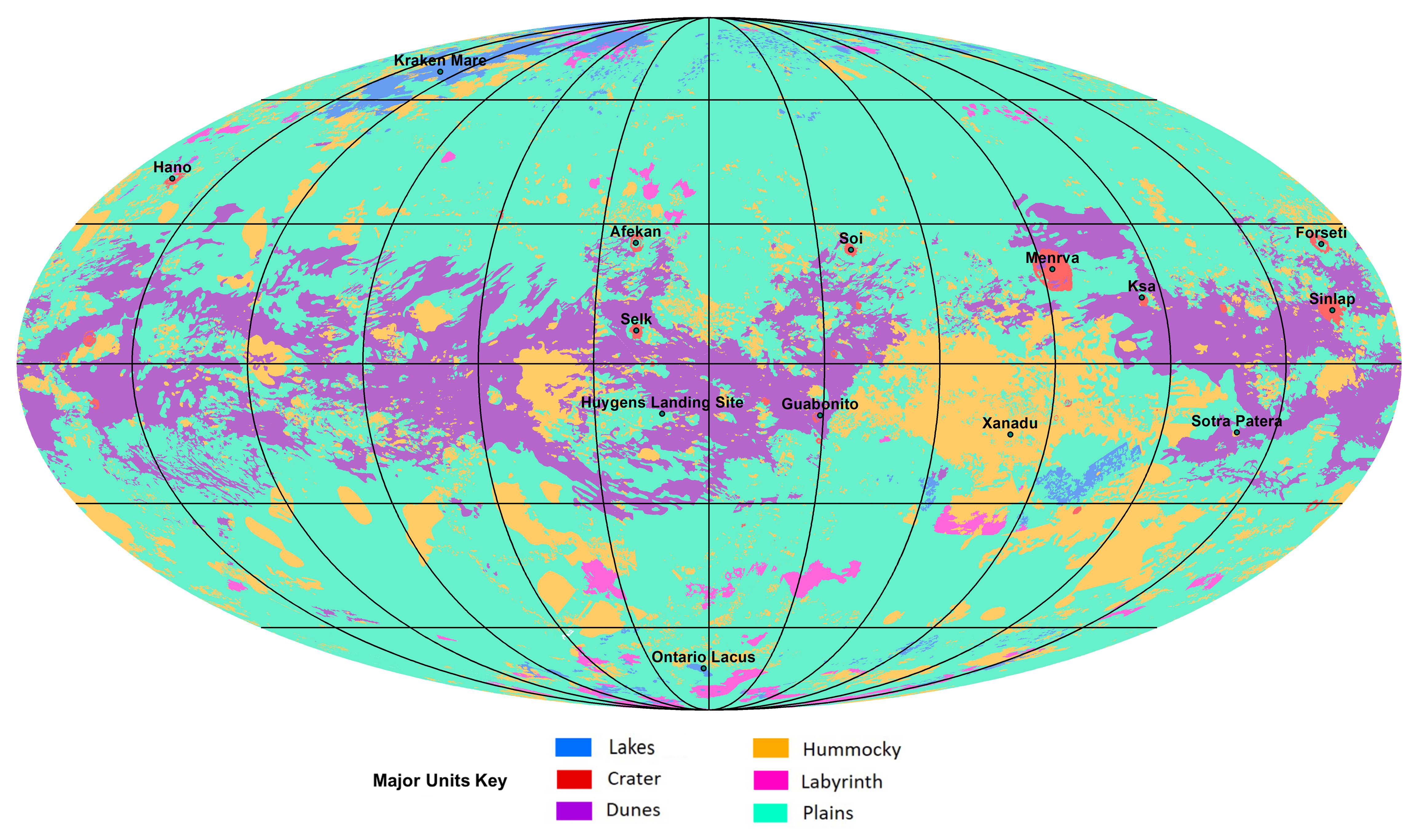
Геоморфологическая карта Титана (2019)
синий — озёра и моря
красный — кратеры
лиловый — дюны
жёлтый — холмы
розовый — лабиринты
зеленовато-голубой — равнины

Горная гряда на Титане с высоты 10 км (радиоспектральный снимок с зонда «Гюйгенс»)

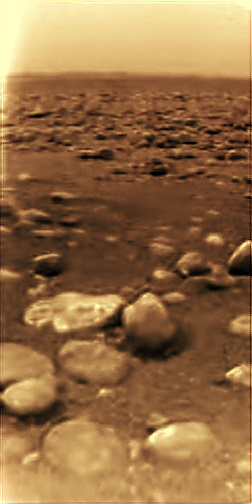
Ландшафт Титана в месте посадки зонда «Гюйгенс» (контраст усилен). Видны камни, округлость которых могла образоваться вследствие эрозии. Метан придаёт атмосфере оранжевую окраску

Поверхность Титана, сфотографированная «Кассини» в различных спектральных диапазонах, в низких широтах разделена на несколько светлых и тёмных областей с чёткими границами. В районе экватора на ведущем полушарии расположен светлый регион размером с Австралию (видимый также на инфракрасных снимках телескопа «Хаббл»). Он получил название Ксанаду (Xanadu).

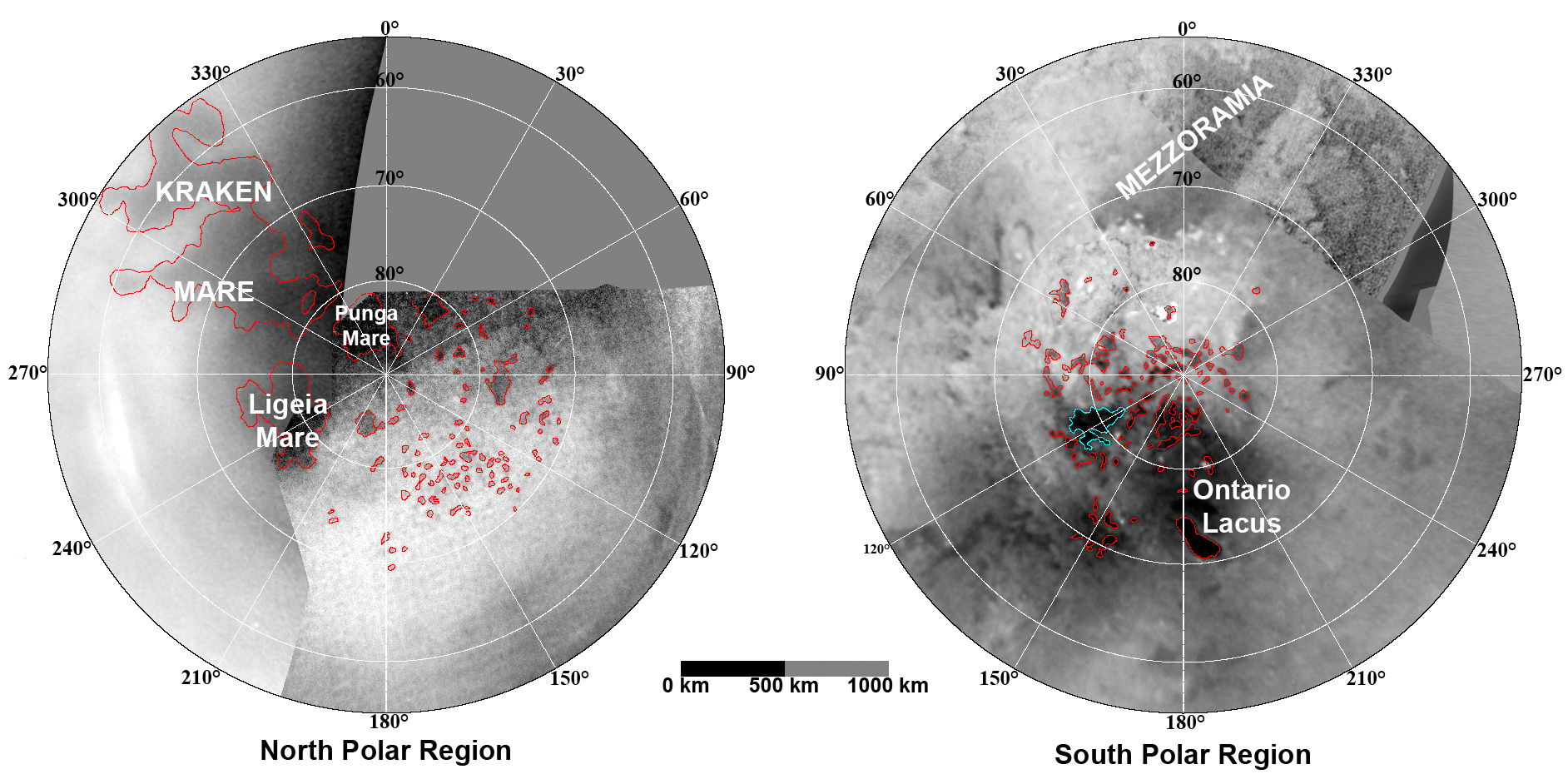
Карта поверхности полюсов Титана. По данным «Кассини», январь 2009 года

На радарных снимках, сделанных в апреле 2006 года, видны горные хребты высотой более 1 км, долины, русла рек, стекающих с возвышенностей, а также тёмные пятна (заполненные или высохшие озера). В горах заметна сильная эрозия —  потоки жидкого метана во время сезонных ливней могли образовать пещеры в горных склонах. К юго-востоку от Ксанаду расположено загадочное образование Hotei Arcus, представляющее собой яркую (особенно на некоторых длинах волн) дугу. Является ли эта структура «горячим» вулканическим районом или отложением какого-то вещества (например, углекислотного льда), пока неясно.
В экваториальном светлом регионе Адири обнаружены протяжённые цепи гор (или холмов) высотой до нескольких сотен метров. Предположительно, в южном полушарии может существовать массивный горный хребет протяжённостью около 150 км и высотой до 1,6 км. В горах Митрим обнаружен пик высотой 3337 метра. На вершинах гор есть светлые отложения — возможно, залежи метана и других органических материалов. Все это свидетельствует о тектонических процессах, формирующих поверхность Титана.

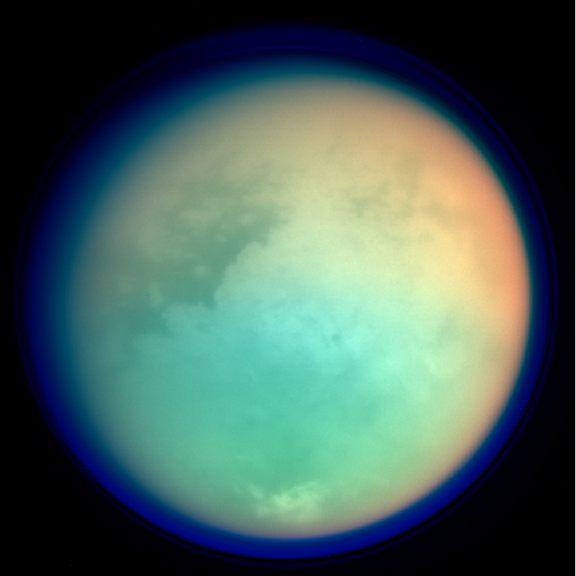
Мультиспектральный снимок Титана. Светлая область в центре — «материк» Ксанаду

В целом рельеф Титана относительно ровный — вариация по высоте не более 2 км, однако локальные перепады высот, как показывают данные радара и стереоснимки, полученные «Гюйгенсом», могут быть весьма значительными; крутые склоны на Титане не редкость. Это является результатом интенсивной эрозии при участии жидкости и ветровой корразии. Ударных кратеров на Титане немного (по состоянию на 2012 год точно идентифицировано 7 и предположительно — 52). Это следствие того, что их относительно быстро скрывают осадки и сглаживает ветровая эрозия. Поверхность Титана в умеренных широтах менее контрастна.
Для некоторых деталей поверхности Титана предполагается криовулканическое происхождение. Это в первую очередь гора Дум с прилегающими патерой Сотра и потоком Мохини, гора Эребор и потокообразные объекты в области Хотэя.

### Дюны
Имеются схожие с Ксанаду по размерам тёмные области, опоясывающие спутник по экватору, которые поначалу идентифицировались как метановые моря. Радарные исследования, однако, показали, что тёмные экваториальные регионы почти повсеместно покрыты длинными параллельными рядами дюн, вытянутых в направлении преобладающих ветров (с запада на восток) на сотни километров — так называемые «кошачьи царапины».
Тёмный цвет низменностей объясняется скоплением частиц углеводородной «пыли», выпадающей из верхних слоёв атмосферы, смываемой метановыми дождями с возвышенностей и приносимой в экваториальные районы ветрами. Пыль может быть перемешана с ледяным песком.

### Метановыереки и озёра

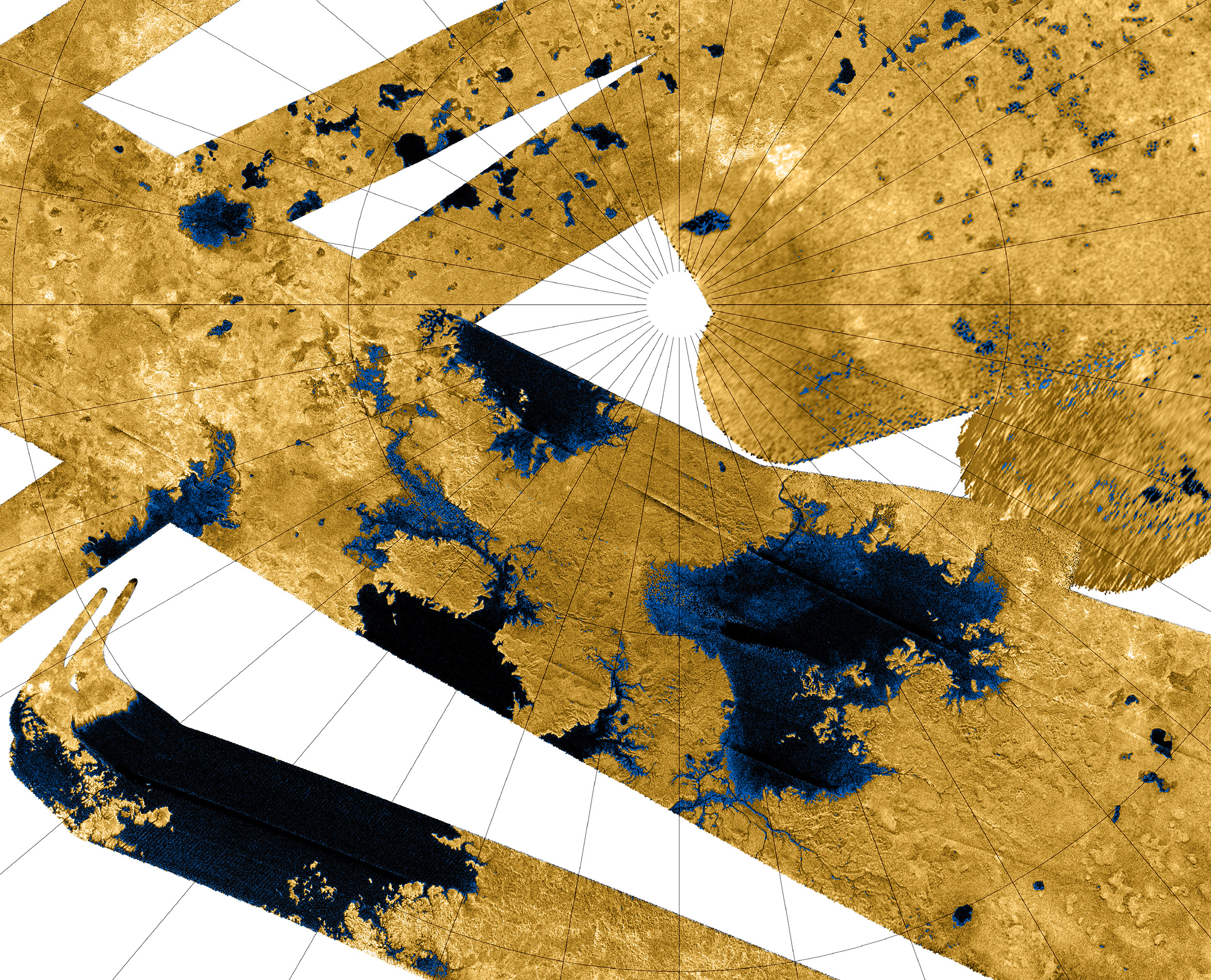
Метановые моря и озёра в северной полярной области Титана (по радарным снимкам «Кассини»)

Возможность существования на поверхности Титана рек и озёр, наполненных жидким метаном, была предложена на основе данных, собранных аппаратами «Вояджер-1» и «Вояджер-2», которые показали существование плотной атмосферы соответствующего состава и нужных температур для поддержания метана в жидком состоянии. В 1995 году данные телескопа «Хаббл» и другие наблюдения позволили непосредственно обосновать существование жидкого метана на поверхности в виде отдельных озёр или даже океанов подобно земным.

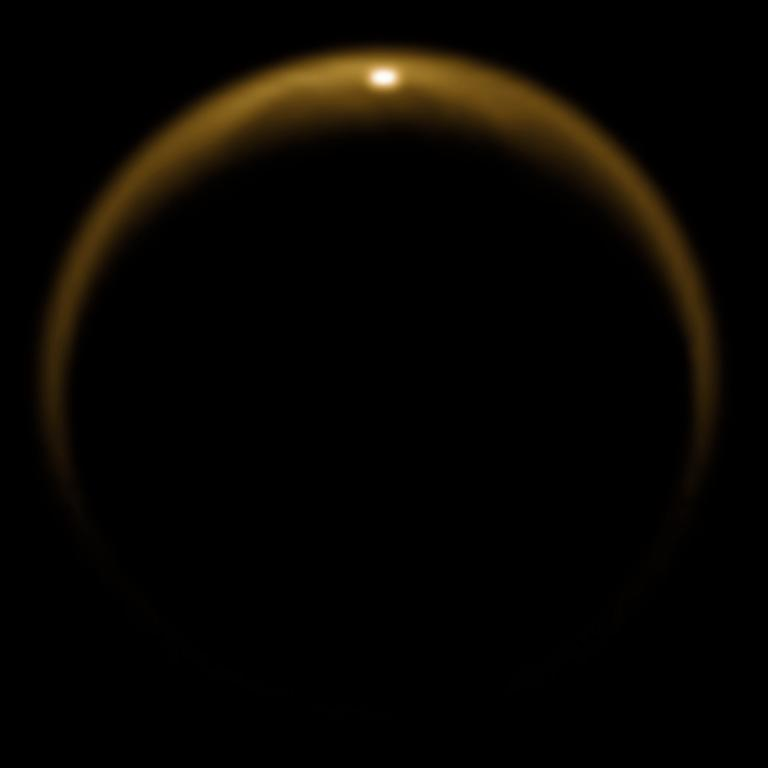
Отражение инфракрасной части солнечного излучения от поверхности метанового озера в северной полярной области Титана

Миссия «Кассини» в 2004 году также подтвердила эту гипотезу, хотя и не сразу. Когда аппарат прибыл в систему Сатурна, исследователи надеялись обнаружить жидкость с помощью отражения солнечного света, но сначала никаких бликов обнаружить не удалось.
В июле 2009 года было зафиксировано отражение солнечного света (блик) от гладкой поверхности жидкого бассейна в инфракрасном диапазоне, что стало прямым доказательством существования озёр.
Ранее вблизи полюсов радар «Кассини» показал наличие очень ровной и/или хорошо поглощающей поверхности, которая представляет собой жидкие метановые (либо метан-этановые) резервуары, наличие которых долго было под сомнением. В частности, в июне 2005 года снимки «Кассини» выявили в южной полярной области тёмное образование с очень чёткими границами, которое было идентифицировано как жидкое озеро. Его назвали озеро Онтарио. Чёткие радарные снимки озёр в северной полярной области Титана получены в июле 2006 года. Радарное покрытие области Меццорамия в высоких широтах южного полушария показало наличие развитой речной системы, береговой линии с характерными следами эрозии и поверхности, покрытой жидкостью в настоящее время либо в недавнем прошлом.
В марте 2007 года «Кассини» обнаружил в районе Северного полюса несколько гигантских озёр, крупнейшее из которых (Море Кракена) достигает в длину 1000 км и по площади сравнимо с Каспийским морем, ещё одно (Море Лигеи) при площади 100 000 км² превосходит любое из земных пресноводных озёр.
В июне 2012 года астрономы, изучая снимки, сделанные «Кассини» с 2004 по 2008 годы, обнаружили метановое озеро глубиной в 1 метр в пустынной экваториальной области Титана. Озеро удалось рассмотреть благодаря съёмке в инфракрасном диапазоне. Его длина составляет около 60, а ширина — около 40 километров. Помимо этого озера были обнаружены ещё четыре образования, более напоминающие небольшие озёра.
Согласно данным «Кассини» и компьютерным расчётам, состав жидкости в озёрах следующий: этан (76—79 %), пропан (7—8 %), метан (5—10 %). Кроме того, озёра содержат 2—3 % цианида водорода, и около 1 % бутена, бутана и ацетилена. Согласно другим данным, основными компонентами являются этан и метан. Запасы углеводородов в озёрах в несколько раз превышают общие запасы нефти и газа на Земле. Учёные НАСА предположили, что при определённых условиях на поверхности озёр Титана могут образовываться плавучие льдины. Такой лёд должен быть насыщен газом (более 5 %) чтобы оставаться на поверхности озера, а не опускаться на дно.

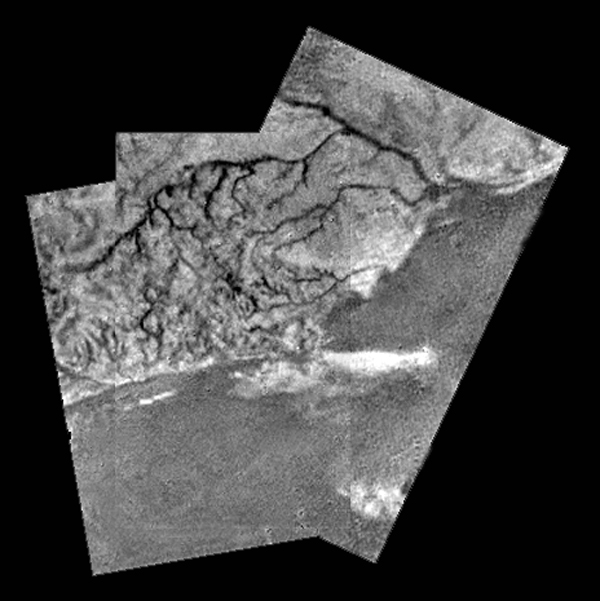
Русла метановых рек на поверхности Титана (мозаика из трёх снимков посадочного аппарата «Гюйгенс» в момент снижения)

Большая часть озёр обнаружена в северной полярной области, тогда как в южной их почти нет. Это может объясняться сезонными изменениями — каждое из четырёх времён года на Титане длится около 7 земных лет, и за это время метан может высыхать в водоёмах одного полушария и ветрами переноситься в другое.
При снижении зонда «Гюйгенс» в атмосфере Титана были получены фотографии, на которых видны светлые холмы и пересекающие их русла, впадающие в тёмную область. «Гюйгенс», по-видимому, сел именно в тёмную область, и она оказалась с твёрдой поверхностью. Состав грунта на месте посадки напоминает мокрый песок (возможно, состоящий из ледяных песчинок, перемешанных с углеводородами). Увлажнять грунт может постоянно выпадающая изморось.
На снимках непосредственно с поверхности видны камни (вероятно, ледяные) округлой формы. Такая форма могла образоваться в результате длительного воздействия на них жидкости. Вероятно, в приэкваториальной области, где приземлился «Гюйгенс», возможны только временные пересыхающие метановые озёра, образующиеся после крайне редких дождей.
Учёными было раскрыто происхождение больших морей на Титане - их берега, согласно моделированию, подвергались волновой эрозии, что указывает на существование волн на Титане.

## Внутреннее строение и геология

Предполагаемая внутренняя структура Титана

Титан состоит примерно наполовину из водяного льда и наполовину — из скальных пород. По составу Титан схож с некоторыми другими крупными спутниками газовых планет: Ганимедом, Европой, Каллисто, Тритоном, но сильно отличается от них составом и структурой своей атмосферы.
Согласно расчётам, Титан имеет твёрдое ядро, состоящее из скальных пород, диаметром около 3400 км, которое окружено несколькими слоями водяного льда. Внешний слой мантии состоит из водяного льда и гидрата метана, внутренний — из спрессованного, очень плотного льда. Между этими слоями возможно существование прослойки из жидкой воды.
Как и на другие спутники Юпитера и Сатурна, такие, например, как Ио и Энцелад, на Титан действуют значительные приливные силы, которые играют существенную роль в тектонических процессах спутника, разогревают его ядро и поддерживают вулканическую активность.

### Гипотетический подповерхностный океан
Ряд учёных выдвинули гипотезу о существовании глобального подповерхностного океана. Мощное приливное действие Сатурна может привести к разогреву ядра и поддержанию достаточно высокой температуры для существования жидкой воды.
Сравнение снимков «Кассини» за 2005 и 2007 годы показало, что детали ландшафта сместились примерно на 30 км. Поскольку Титан всегда повёрнут к Сатурну одной стороной, такой сдвиг может объясняться тем, что ледяная кора отделена от основной массы спутника глобальной жидкой прослойкой.
Предполагается, что в воде содержится значительное количество аммиака (около 10 %), который действует на воду как антифриз, то есть понижает температуру её замерзания. В сочетании с высоким давлением, оказываемым корой спутника, это может являться дополнительным условием существования подповерхностного океана.
Согласно данным, обнародованным в конце июня 2012 года и собранным ранее КА «Кассини», под поверхностью Титана на глубине около 100 км действительно должен находиться океан, состоящий из воды с возможным небольшим количеством солей. На основании гравитационной карты спутника, построенной по данным «Кассини», учёные высказали предположение, что жидкость в подповерхностном океане Титана отличается повышенной плотностью и экстремальной солёностью. Скорее всего, она представляет собой рассол, в состав которого входят соли, содержащие натрий, калий и серу. Кроме того, в разных районах спутника глубина океана неодинакова — в одних местах вода промерзает, изнутри наращивая ледяную корку, покрывающую океан, и слой жидкости в этих местах практически не сообщается с поверхностью Титана. Сильная солёность подповерхностного океана делает практически невозможным существование в нём жизни.

### Криовулканизм

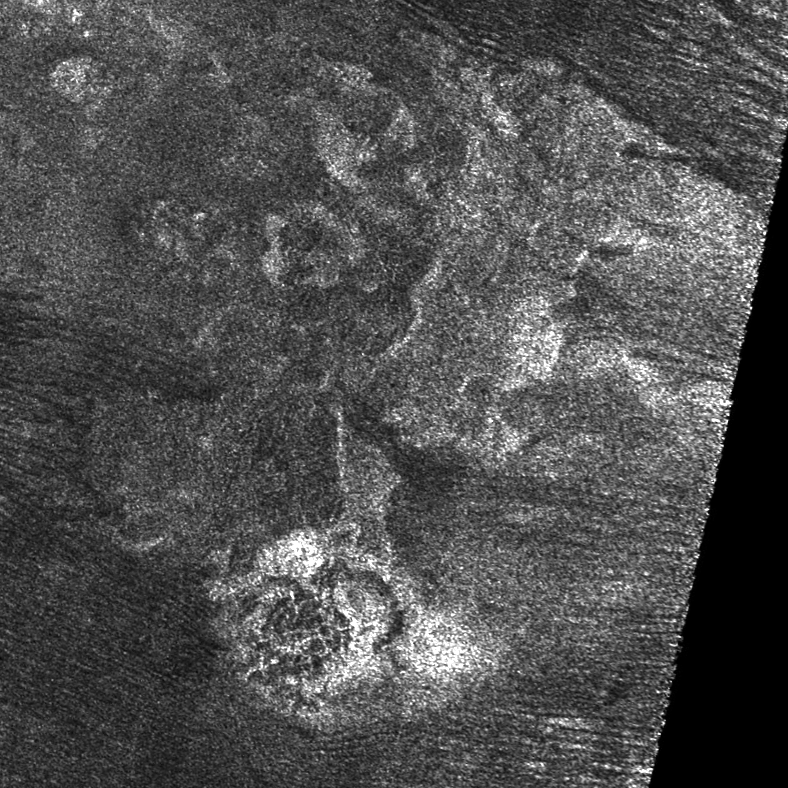
Радарное изображение вероятного криовулкана — горы Дум с патерой Сотра и потоком Мохини

На Титане имеются отчётливые признаки вулканической активности. Однако при схожести формы и свойств вулканов, на спутнике действуют не силикатные вулканы, как на Земле или Марсе и Венере, а так называемые криовулканы, которые, скорее всего, извергаются водно-аммиачной смесью с примесью углеводородов.
Изначально существование вулканизма было предположено после обнаружения в атмосфере аргона-40, который образуется при распаде радиоактивных веществ. Позже «Кассини» зарегистрировал мощный источник метана, который предположительно является криовулканом. Так как на поверхности спутника до сих пор не было найдено ни одного источника метана, способного поддерживать постоянное количество этого вещества в атмосфере, то теперь считается, что основная часть всего метана происходит из криовулканов.
Кроме того, в декабре 2008 года астрономы зарегистрировали в атмосфере два светлых образования временного характера, однако они оказались слишком долговечными, чтобы принять их за погодное явление. Предполагается, что это было последствие от активного извержения одного из криовулканов.
Вулканические процессы на Титане, как и на Земле, обусловлены распадом радиоактивных элементов в мантии спутника. Магма на Земле состоит из расплавленных пород, которые имеют меньшую плотность, чем породы коры, через которую они извергаются. На Титане же водно-аммиачная смесь гораздо больше по плотности, чем водяной лёд, через который она извергается на поверхность, следовательно, требуется большее количество энергии для поддержания вулканизма. Одним из источников такой энергии является мощное приливное воздействие Сатурна на свой спутник.

### Тёмная экваториальная местность

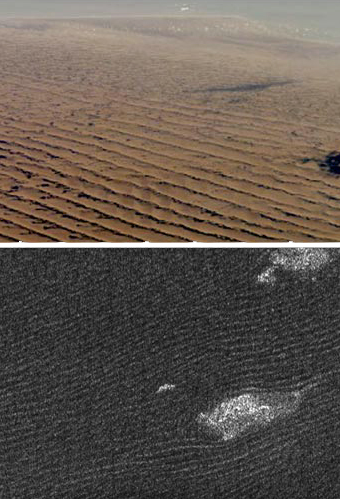
Песчаные дюны в пустыне Намиб на Земле (сверху), по сравнению с дюнами в Белете на Титане

Первые снимки поверхности Титана, сделанные наземным телескопом в начале 2000-х годов, показали наличие обширной тёмной местности вдоль экватора Титана. До прибытия «Кассини» эти районы считались морями жидких углеводородов. Радиолокационные изображения, полученные космическим аппаратом «Кассини», вместо этого показали, что некоторые из этих районов представляют собой обширные равнины, покрытые продольными дюнами, высотой до 100 метров, шириной около километра и длиной от десятков до сотен километров. Дюны этого типа всегда соответствуют среднему направлению ветра. В случае Титана постоянные зональные (восточные) ветры сочетаются с переменными приливными ветрами (примерно 0,5 метра в секунду). Приливные ветры являются результатом приливных сил Сатурна в атмосфере Титана, которые в 400 раз сильнее, чем приливные силы Луны на Земле и имеют тенденцию направлять ветер к экватору. Было выдвинуто предположение, что эта модель ветра приводит к постепенному образованию гранулированного материала на поверхности в длинных параллельных дюнах, расположенных к западу к востоку. Дюны разбиваются вокруг гор, где меняется направление ветра.

## Наблюдения и исследования
Наблюдение и изучение Титана, до того как в 1979 году космический аппарат «Пионер-11» достиг орбиты Сатурна и провёл различные измерения планеты и её спутников, проходило крайне медленными темпами. В 1907 году испанский астроном Хосе Комас Сола утверждал, что наблюдал потемнения на краю диска Титана и два круглых светлых пятна по центру. В результате наблюдений Джерарда Койпера, выполненных зимой 1943—1944 годов в обсерватории Макдональд на горе Маунт-Лок с помощью спектрографа, присоединённого к 82-дюймовому (205 см) телескопу-рефлектору, в 1944 году была открыта атмосфера Титана.
Титан не виден невооружённым глазом, но может быть наблюдаем в любительский телескоп или сильный бинокль, наблюдение затруднено близостью Титана к Сатурну. Спутник имеет видимую звёздную величину +7,9.

### «Пионер-11» и «Вояджер»

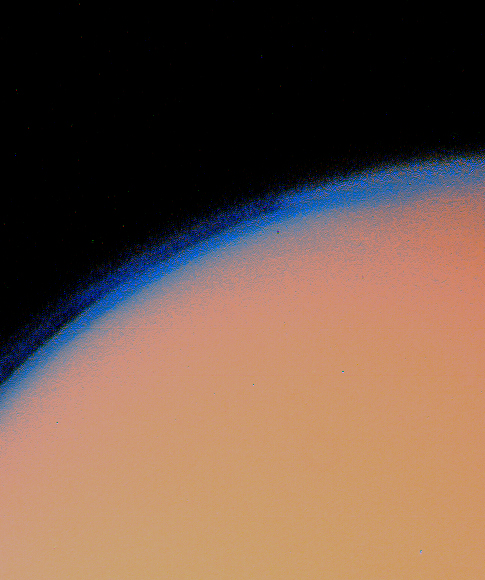
Атмосфера Титана с расстояния 435 000 км. «Вояджер-1», 1980 год

Первым космическим аппаратом, пролетевшим вблизи Титана, стал «Пионер-11», предназначенный для изучения Юпитера и Сатурна. 1 сентября 1979 года станция передала пять снимков Титана. По данным, переданным зондом, было установлено, что температура у поверхности слишком низкая для существования жизни. «Пионер-11» прошёл на расстоянии 353 950 км от спутника. Полученные фотографии были слишком размытыми, чтобы различить какие-либо детали.
Значительные исследования были сделаны аппаратом «Вояджер-1». 12 ноября 1980 года станция прошла в 5600 км от Титана, однако полученные снимки не позволили различить какие-либо детали поверхности из-за дымки в атмосфере. «Вояджер-1» смог изучить только состав атмосферы и определить основные данные, такие как размер и масса, также был уточнён орбитальный период.
«Вояджер-2» пролетел через систему Сатурна 25 августа 1981 года. Поскольку аппарат был направлен к Урану и у Сатурна совершил гравитационный манёвр, то Титан практически не изучался.

### Космический телескоп «Хаббл»
Первые фотографии, пролившие свет на структуру поверхности Титана, были получены телескопом «Хаббл» в 1990-х годах. На сделанных в инфракрасном диапазоне снимках были видны метановые облака и органический смог. Чётким контрастом между тёмными и светлыми областями поверхности Титан резко отличается от других схожих по размеру спутников в Солнечной системе. Обычные для других спутников кратеры «Хаббл» на Титане не обнаружил.
Предполагалось, что светлые участки поверхности лежат выше, чем более тёмные; также они отличаются по составу: светлые участки могут содержать водяной лёд, как это часто встречается на спутниках Юпитера, а тёмные покрыты скальными породами или органическим материалом.

### «Кассини — Гюйгенс»

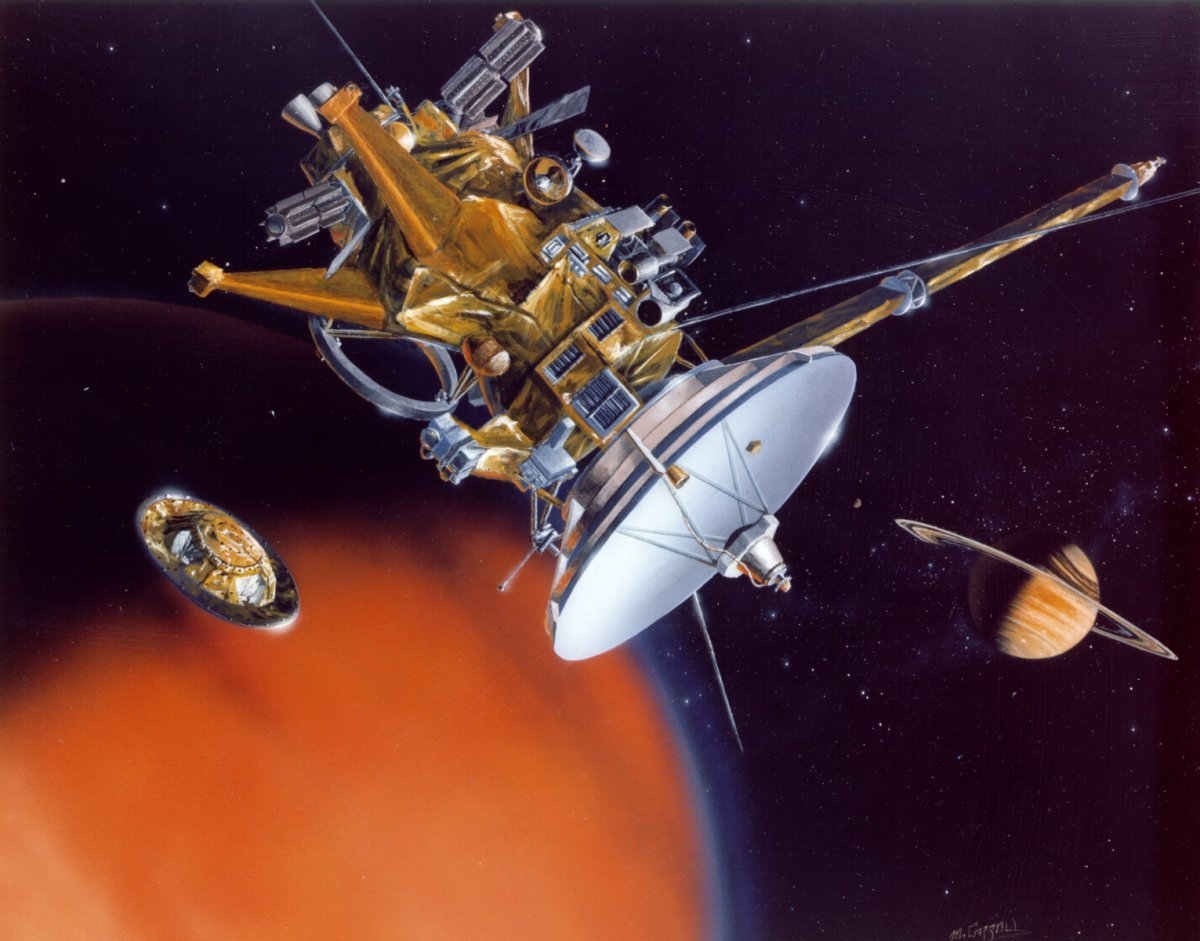
Момент отделения зонда «Гюйгенс» от «Кассини». Художественное изображение

15 октября 1997 года с мыса Канаверал стартовал аппарат «Кассини — Гюйгенс», совместный проект НАСА, ЕКА и АСИ. Он был создан для изучения системы Сатурна и, в частности, его спутника Титана. «Кассини» является первым искусственным спутником Сатурна. Первоначальный срок действия аппарата был рассчитан на 4 года.
«Кассини» находился на орбите Сатурна с 1 июля 2004 года. Как и было запланировано, первый пролёт мимо Титана был совершён 26 октября 2004 года на расстоянии всего 1200 км от поверхности. На радиолокационных снимках, сделанных «Кассини», видна сложная структура поверхности Титана.
С 22 июля 2006 года по 28 мая 2008 года «Кассини» совершил 21 пролёт около Титана (минимальное расстояние — всего 950 км), за это время были получены изображения, доказывающие существование на Титане метановых озёр.
Миссия была продлена сначала до 2010 г. (дополнительно 21 пролёт Титана), а затем — до 2017 г. (ещё 56 пролётов). Аппарат завершил свою миссию 15 сентября 2017 года, сгорев в атмосфере Сатурна.

#### Исследование зондом «Гюйгенс»
Зонд «Гюйгенс» отделился от «Кассини» 25 декабря 2004 года, а опустился на поверхность 14 января 2005 года. «Гюйгенс» — второй аппарат, созданный человеком, находящийся на поверхности спутника планеты после аппаратов на Луне.
Спуск на парашютах сквозь атмосферу спутника занял у «Гюйгенса» 2 часа 27 минут 50 секунд. Столкновение аппарата с поверхностью Титана происходило на скорости 16 км/ч (или 4,4 м/с), при этом приборы испытали кратковременные перегрузки, в 15 раз превышающие ускорение свободного падения на Земле.
Во время спуска «Гюйгенс» отбирал пробы атмосферы. Скорость ветра при этом (на высоте от 9 до 16 км) составила приблизительно 26 км/ч. Бортовые приборы обнаружили плотную метановую дымку (ярусы облаков) на высоте 18—19 км, где атмосферное давление составляло приблизительно 50 кПа (5,1⋅103 кгс/м²) или 380 мм ртутного столба. Внешняя температура в начале спуска составляла −202 °C, в то время как на поверхности Титана оказалась немного выше: −179 °C.
Снимки, сделанные в ходе спуска, показали сложный рельеф со следами действия жидкости (руслами рек и резким контрастом между светлыми и тёмными участками — «береговой линией»). Однако тёмный участок, на который спустился «Гюйгенс», оказался твёрдым. На снимках, полученных с поверхности, видны камни округлой формы размером до 15 см, несущие следы воздействия жидкости (галька).
С помощью внешнего микрофона удалось сделать запись звука ветра на Титане.
Место посадки аппарата 14 марта 2007 года было решено назвать в честь Юбера Кюрьена — одного из основателей Европейского космического агентства.
Титан является самым отдалённым от Земли небесным телом, на которое осуществил посадку космический зонд.

### Планируемые миссии

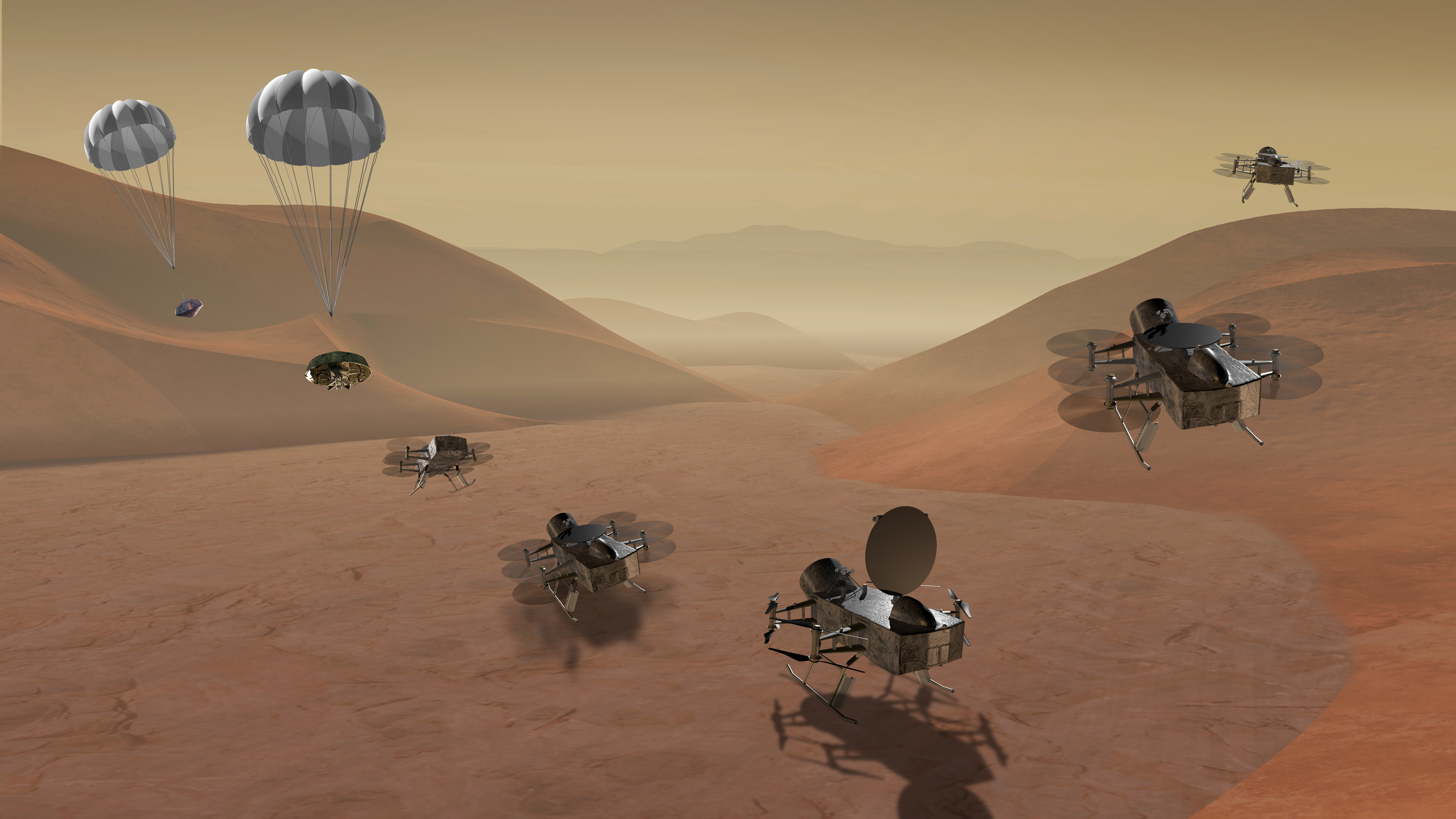
Аппарат Dragonfly отправится к Титану в 2027 году и прибудет на поверхность в 2034 году

В рамках совместной программы НАСА и ЕКА по изучению Сатурна, Титана и Энцелада планируется отправить аппарат Titan Saturn System Mission, который будет включать в себя: орбитальную станцию и два зонда, предназначенные непосредственно для изучения Титана. Один зонд представляет собой аэростат, который будет плавать в атмосфере среди облаков. По замыслу разработчиков, этот зонд должен будет по крайней мере один раз облететь вокруг всего спутника примерно по 20° с. ш. на высоте 10 км.
Второй зонд должен будет приводниться в полярном море углеводородов примерно на 79° северной широты. Так же как и «Гюйгенс», аппарат будет спущен на парашюте. Зонд станет первым плавучим аппаратом вне Земли. Срок его работы предположительно составит от 3 до 6 месяцев, начиная с 6 часов спуска через атмосферу.
Изначально запуск миссии планировался на 2010 год. Однако в феврале 2009 года было объявлено, что НАСА и ЕКА придали миссии по исследованию системы Юпитера более приоритетное значение, и дата запуска была перенесена на более позднее время, примерно на 2020-е годы.
Отдельные учёные, в том числе сотрудник NASA планетолог Аманда Хендрикс (Amanda R. Hendrix) считают, что практически единственным вариантом для размещения колонии в пределах Солнечной системы является не Луна и не Марс, а крупнейший спутник Сатурна — Титан.
В 2027 году к Титану планируется отправить космический аппарат Dragonfly с последующей посадкой в области Шангри-Ла в 2034 году. Затем аппарат перелетит в сторону кратера Селк, где, вероятно, могла быть жидкая вода в прошлом.

## Возможность существования жизни
Так как Сатурн и его спутники находятся вне зоны обитаемости, то возникновение высокоорганизованной жизни (аналогичной земной) гипотетически невозможно, однако возможность возникновения простейших организмов не исключается учёными.
Несмотря на низкие температуры, на Титане существуют достаточные условия для начала химической эволюции. Плотная атмосфера из азота и наличие органических соединений является интересным объектом для исследования экзобиологами, так как похожие условия могли существовать на молодой Земле. Однако слишком низкие температуры предотвращают пребиотическое направление развития, в отличие от Земли.
Стивен Беннер из Флоридского университета предполагает, что жизнь могла бы образоваться в озёрах жидких углеводородов. Этан или метан могут использоваться как растворитель в биологических процессах живого организма. При этом химическая агрессивность этих веществ гораздо ниже, чем у воды. Таким образом, макромолекулы, такие, например, как белки и нуклеиновые кислоты, могут быть более стабильными.
Так, 5 июня 2010 года группа учёных из НАСА сделали заявление о том, что они обнаружили на Титане признаки возможного существования простейших форм жизни. Данные выводы были сделаны на основе анализа данных, полученных с зонда «Кассини» — изучая необычное поведение водорода на поверхности спутника, астробиолог Крис Маккей и профессор Джон Зарнеки выдвинули гипотезу о «дыхании» примитивных биологических организмов, представляющих отличную от земной форму жизни, в которой вместо воды и кислорода используется метан и водород.
Согласно этой гипотезе, организмы могли бы поглощать газообразный водород и питаться молекулами ацетилена, при этом в процессе их жизнедеятельности образовывался бы метан. В итоге на Титане наблюдалась бы нехватка ацетилена и снижение содержания водорода около поверхности. Измерения в инфракрасном диапазоне, выполненные спектрометром «Кассини», не выявили никаких следов присутствия ацетилена, хотя он и должен был бы образовываться в весьма мощной атмосфере Титана под воздействием солнечного ультрафиолетового излучения. Косвенные результаты позволяют предположить, что водород около поверхности Титана также исчезает. Сам Маккей, комментируя полученные результаты журналу «Нью сайентист», отметил, что они «очень необычны и пока химически необъяснимы». «Конечно, это не доказательство наличия жизни, но очень интересно», — добавил учёный. Тем не менее, учёные не исключают, что новым данным с «Кассини» может быть совершенно другое объяснение.
В очень далёком будущем условия на Титане могут значительно измениться. Через 6 млрд лет Солнце значительно увеличится в размерах и станет красным гигантом, температура на поверхности спутника увеличится до −70 °C, достаточно высокой для существования жидкого океана из смеси воды и аммиака. Подобные условия просуществуют несколько сотен миллионов лет, этого вполне достаточно для развития относительно сложных форм жизни.